# Conus parius
Conus parius é uma espécie de gastrópode do gênero Conus, pertencente à família Conidae.